# منطقه ۳ شهرداری تبریز
شهر تبریز به ۱۰ منطقه شهرداری تقسیم شده است. منطقه ۳ شهرداری تبریز با مساحتی بالغ بر ۲۷٫۸۵ کیلومتر مربع جمعیتی در حدود ۲۳۰ هزار نفر در جنوب تبریز واقع شده است.

## تغییرات جمعیتی
منطقهٔ ۳ (جنوب) تبریز یکی از مناطق ده‌گانهٔ شهرداری تبریز است. تغییرات جمعیت این منطقه براساس سرشماری‌های اخیر مرکز آمار ایران به شرح زیر است:
| نام منطقه            | جمعیت (۱۳۸۵) | جمعیت (۱۳۹۰) | جمعیت (۱۳۹۵) |
| -------------------- | ------------ | ------------ | ------------ |
| منطقهٔ ۳ (جنوب) تبریز | ۳۲۷٬۷۹۹      | ۲۴۳٬۴۰۰      | ۲۲۹٬۴۷۴      |

## محله‌های منطقه ۳ تبریز
محله‌های اصلی جنوب تبریز (منطقهٔ ۳) عبارتند از:
1. اسلام‌آباد
2. امامیه
3. تجلایی
4. چرنداب
5. حکیمی (حکیم نظامی، آخر شهناز)
6. خیابان
7. دانش
8. زنگوله‌باغ
9. ساری زمین
10. سجادیه جنوبی (محمدآباد سابق)
11. طالقانی (شهرک سفیر امید)
12. کوی دانشگاه
13. لکلر
14. مارالان
15. منظریه

## ادارات و سازمان‌ها
ادارات و سازمان‌های دولتی واقع در جنوب تبریز (منطقهٔ ۳) عبارتند از:
1. ادارهٔ کل آموزش و پرورش استان
2. ادارهٔ کل پست استان
3. سازمان آمار و فناوری اطلاعات شهرداری
4. سازمان پایانه‌های مسافربری
5. سازمان تاکسیرانی
6. سازمان عمران
7. سازمان زیباسازی شهرداری
8. سازمان پیشگیری و مدیریت بحران
9. شرکت خانه‌سازی پیش‌ساختهٔ آذربایجان
10. شهرداری کل تبریز
11. کمیتهٔ امداد امام خمینی استان
12. استادیوم یادگار امام (ره) تبریز